# François d'Ongnies
François d'Ongnies (Brugge, ca. 1500 - 23 september 1549) was burgemeester van Brugge.

## Levensloop
François d'Ongnies stamde uit een familie die afkomstig was uit Oignies in het graafschap Artesië. Zijn grootvader Philippe d'Ongnies, heer van Quesnoy, trouwde met Margaretha van Varsenare, en kwam zich in Vlaanderen vestigen. In 1464 werd hij hoogbaljuw van Kortrijk. In dienst van Karel de Stoute sneuvelde hij in de Slag bij Montlhéry in 1465. Zijn weduwe hertrouwde met Jean de Quiévrain. Het was de zoon uit dit tweede huwelijk, Antoon de Quiévrain, die de heerlijkheid Varsenare erfde en door zijn huwelijk met Agnes van Gistel deze heerlijkheid in het bezit bracht van de heren van Gistel.
De vader van François, Baudouin d'Ongnies, trouwde met Margaretha Metteneye, dochter van Pieter Metteneye (†1495) en Margaretha de Baenst. Hij vestigde zich in Brugge en werd raadslid in 1481.
François was de oudste van de zeven kinderen van Baudouin d'Ongnies. Hij trouwde met Isabelle de Preud'homme d'Hailly. Het huwelijk bleef waarschijnlijk kinderloos. Zijn weduwe hertrouwde met Jean d'Oisy en trad in derde huwelijk met Frans de la Kethulle de Ryhove, de belangrijke protestantse voorman.
François d'Ongnies vestigde zich in Brugge en werd negenmaal burgemeester van schepenen, zonder ooit, zoals de meesten, voorafgaandelijk minder belangrijke functies in het stadsbestuur te hebben uitgeoefend. Het ging om de benoemingsjaren, telkens voor een jaar vanaf 2 september, in  1536, 1537, 1541, 1542, 1543, 1544, 1547, 1548 en 1549. Tijdens dit laatste jaar overleed hij en werd hij als burgemeester opgevolgd door Lodewijk van Gistel.

## Bron
- Stadsarchief Brugge, Lijst van de Wetsvernieuwingen van 1358 tot 1794.